# Лондонский медицинский папирус
Лондонский медицинский папирус (англ. London Medical Papyrus)  — древнеегипетский медицинский папирус, созданный в конце правления XVIII династии.

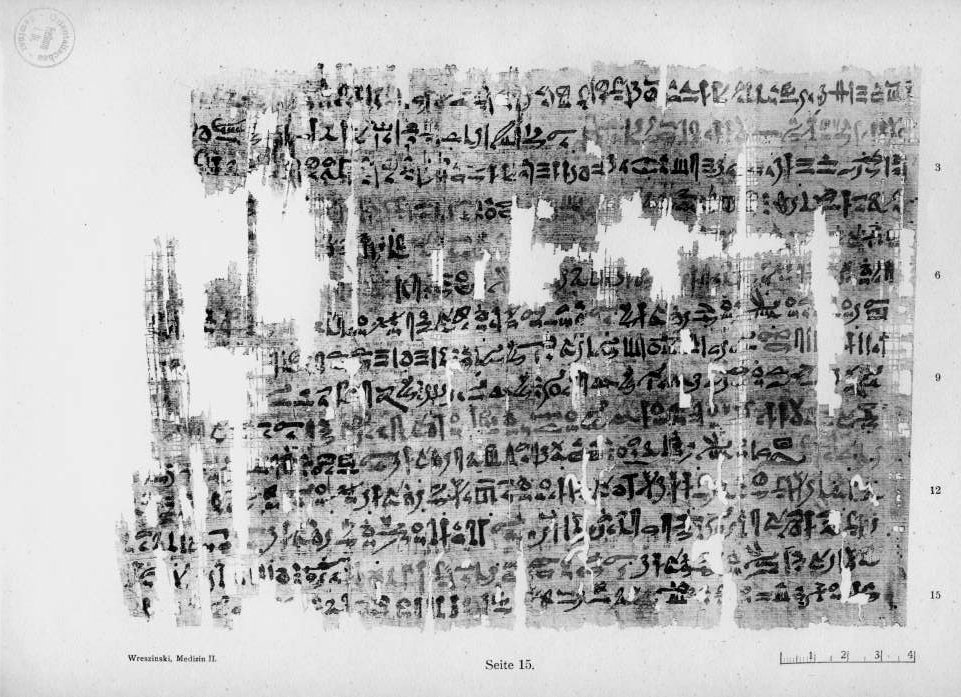
Лондонский медицинский папирус

Парус состоит из 19 страниц с 65 медицинскими и магическими тестами, посвященных лечению различных болезней, опухолей, ожогов и слепоты, также  присутствуют разделы, посвященные гинекологии.
Впервые опубликован в Лейпциге профессором Вальтером Врезински в 1912 году. Хранится в Британском Музее в городе Лондон.